# Jarosław Ferenc (inżynier)
Jarosław Paweł Ferenc – polski inżynier, doktor habilitowany nauk technicznych, profesor Wydziału Inżynierii Materiałowej Politechniki Warszawskiej, specjalista w zakresie stopów amorficznych nanokrystalicznych i materiałów magnetycznych.

## Życiorys
Absolwent VI Liceum Ogólnokształcącego im. Tadeusza Reytana w Warszawie (1985). W 1991 ukończył studia na Wydziale Inżynierii Materiałowej Politechniki Warszawskiej (dyplom magistra inżyniera inżynierii materiałowej) i w 1992 studia na Wydziale Inżynierii Produkcji Politechniki Warszawskiej (dyplom magistra inżyniera mechanika w specjalności spawalnictwo). W 2008 roku uzyskał stopień naukowy doktora nauk technicznych na podstawie rozprawy Nanokrystalizacja amorficznych stopów żelaza metodą długotrwałego wygrzewania w niskich temperaturach, obronionej na Wydziale Inżynierii Materiałowej Politechniki Warszawskiej, a w 2018 habilitował się tamże na podstawie pracy Nanokrystaliczne, miękkie magnetycznie stopy na bazie żelaza i kobaltu do pracy w podwyższonych temperaturach.
W 1995 odbył staż naukowy w University of Reading w Wielkiej Brytanii. Od 2001 zatrudniony na Wydziale Inżynierii Materiałowej Politechniki Warszawskiej, gdzie w 2018 uzyskał stanowisko profesora uczelni. Sekretarz Sekcji Materiałów Metalowych Komitetu Inżynierii Materiałowej i Metalurgii PAN.